# 김문정 (양궁 선수)
김문정(1981년 4월 22일~)는 대한민국의 전직 리커브 양궁 선수이다. 소속팀은 청원군청 소속이었다. 2002년 아시안 게임에서 윤미진, 박성현, 박회윤과 금메달을 합작했고,개인전에서도 결승전에 올랐으나 중화민국(중화 타이베이)의 유안슈치에게 패하여 은메달에 머물렀다. 2011년에는 같은 양궁 선수인 최원종과 결혼하였다. 현재 서울체육고등학교에서 지도자 생활을 하고있다.